# Antoine Chevrier
Pour les articles homonymes, voir Chevrier.
Antoine Chevrier (né le 16 avril 1826 à Lyon et mort dans la même ville le 3 octobre 1879) est un prêtre français fondateur de l'Institut du Prado et reconnu bienheureux par l'Église catholique. Il est fêté le 2 octobre.

## Biographie
À la suite de son ordination sacerdotale le 25 mai 1850 par le Cardinal Louis-Jacques-Maurice de Bonald, Antoine Chevrier est nommé la même année vicaire du quartier de la Guillotière à Lyon. C'est un quartier d'ouvriers pauvres. En 1856, il a l'intuition de devoir servir les plus démunis. En 1860, le père Chevrier loue puis rachète une ancienne salle de bal mal famée, « le Prado », qu'il transforme. Il aménage la salle de bal en chapelle et prend en charge « des jeunes adolescents de chaque sexe errants et abandonnés que leur âge et leur ignorance exclu[ai]ent de la participation aux leçons de l’école et à celles de la paroisse » (Rapport de l’Académie de Lyon de 1861) pendant six mois. À la différence d’autres établissements du même type, le père Chevrier refuse que l’on fasse travailler les enfants qu’il accueille.
En 1866, le père Chevrier décide de fonder au Prado même une « école cléricale », pour « faire une pépinière de prêtres qui soient élevés avec mes enfants, pour qu’ils les comprennent bien ». Il fonde à Lyon l'Association des Prêtres du Prado. Elle ne comptera encore que quatre prêtres et quelques sœurs à sa mort en 1879. Ses obsèques sont suivies par cinquante mille personnes. Le père Chevrier meurt à 53 ans et est enterré dans cette chapelle, dans la rue qui porte maintenant son nom. L'Association des Prêtres du Prado a aussi son siège social au 13 rue du Père Chevrier, dans le 7e arrondissement de Lyon.
Aujourd'hui, l'Association des Prêtres du Prado est présente dans plus d'une quarantaine de pays. La famille du Prado comprend, outre l'Association des Prêtres du Prado qui est un institut séculier, un groupe de sœurs membres d'une Société de vie apostolique, un groupe de laïcs consacrés (hommes et femmes), ainsi que divers groupes réunissant des diacres permanents et de nombreux laïcs.
Le père Antoine Chevrier a présenté son idéal évangélique dans un livre intitulé « Le véritable disciple de Notre Seigneur Jésus-Christ » , ainsi que dans des inscriptions sur les murs d'une maisonnette, ce que l'on appelle le Tableau de Saint-Fons.
Antoine Chevrier a été béatifié à Lyon par Jean-Paul II lors de son troisième voyage en France, le 4 octobre 1986, en présence d'une foule de 350 000 personnes.

## Texte édité
Votre conduite

« Le rosaire, le chemin de croix et la sainte Messe ː sachez bien ces trois choses et vous saurez tout. La crèche, le calvaire et le tabernacle, voilà nos trois stations, où je veux vous laisser toujours. Que les mystères de Notre Seigneur vous soient si familiers que vous puissiez en parler comme d'une chose qui vous est propre. En lisant, prenez pour fondement de vos oraisons l'histoire du mystère, et étudiez chaque mot, chaque action, chaque vertu, et tâchez de les faire passer dans votre esprit, dans votre cœur et aussi dans votre conduite. Notez les choses qui vous frappent le plus, vous vous les rappellerez mieux, et plus tard cela vous servira. »

— Lettre 43 à l'abbé Jaricot (20 mars 1868), dans Lettres du vénérable Antoine Chevrier, Librairie catholique Emmanuel Vitte, Lyon̠-Paris, 1927.